# Navegación a estima (aeronáutica)

El piloto marca su posición, indicada por el triángulo, y, usando su rumbo y velocidad, estima su posición a las y a las 10.

La navegación aérea a estima es aquella en la que, utilizando tecnología básica (reloj y brújula), el navegante o el piloto estiman la posición actual de la aeronave.

## Historia
Con la incorporación de algunos instrumentos básicos de ayuda a la navegación aérea, junto con un reloj, se adoptó una técnica más elaborada de navegación: la navegación a estima. En primer lugar, se incorporó la brújula, que sirve para obtener el rumbo magnético (ángulo que forma el eje longitudinal de la aeronave de popa a proa respecto del norte magnético).
Por otra parte, considerando la importancia de conocer la altitud de vuelo y la velocidad de los aviones, se incorporó el denominado tubo de Pitot, que permite obtener, mediante medidas de la presión del aire (tanto estática como dinámica), los siguientes datos:
- Altitud (distancia vertical del avión respecto al nivel medio del mar), que se mide con el altímetro.
- Velocidad indicada (velocidad del avión respecto del aire), que se determina con el anemómetro.
- Grado de ascenso o descenso (velocidad vertical del avión), que se calcula con el variómetro.

Cuando una aeronave tiene que realizar un vuelo con algún fin determinado, este debe planificarse construyendo, sobre los mapas del terreno, la ruta que se pretende seguir. Como se conocía la velocidad del aparato mediante el anemómetro, se podía estimar el momento en que se alcanzaría el siguiente punto de la ruta, utilizando para ello la ecuación del movimiento uniforme:
distancia = velocidad x tiempo
La revolución industrial del comienzo del siglo XX había hecho florecer gran cantidad de fábricas de imponentes chimeneas que sirvieron de ayuda, inicialmente, para apreciar de forma poco precisa la velocidad del viento respecto del suelo. A esta forma de estimación del viento siguieron distintas técnicas basadas en la medida de tiempos de ida y vuelta de los aviones, recorriendo un determinado círculo próximo al campo de vuelo. Poco a poco se fueron perfeccionando los métodos y se han construido diversos calculadores de velocidad del viento que han ayudado a la tripulación a determinar la velocidad de los aviones respecto del suelo.

## Problemas
No obstante, el final del trayecto podía ser diferente al planificado, debido a tres causas:
- Errores de los instrumentos.
- Errores de pilotaje.
- Efecto del viento.

Tanto los errores debidos a los instrumentos utilizados (brújula, anemómetro y reloj), como los errores humanos, son inherentes a cualquier tipo de navegación, aunque se han reducido sustancialmente con el tiempo.
El efecto del viento se traduce en la desviación de la ruta si el viento sopla en dirección distinta al rumbo de la aeronave. Si el viento tiene la misma dirección que el rumbo, no se desviará de la ruta, pero alcanzará el destino antes de lo previsto si el viento es de cola (a favor del avión), o después de lo previsto si sopla de morro (en contra del avión). Cuando el viento sopla de constado desviará al avión lateralmente.
En la navegación a estima, el problema consiste en determinar la intensidad y dirección del viento para corregir la velocidad medida del anemómetro y obtener la ruta real. Esta situación se conoce como el triángulo de velocidades.
Cuando existe viento, la trayectoria real de la aeronave varía respecto de la prevista, de forma que lo que realmente se sigue es una dirección determinada por un ángulo denominado de derrota en vez del rumbo. Dicha derrota se calcula a partir del rumbo y la velocidad indicada de la aeronave, junto con la dirección e intensidad del viento.